# 2021-es francia labdarúgókupa-döntő
A 2021-es francia labdarúgókupa-döntő volt a 104. döntő a Coupe de France történetében. A mérkőzést a Stade de Franceban, Párizsban rendezték 2021. május 19-én. A mérkőzést 2–0 arányban a Paris Saint-Germain nyerte, ezzel története tizennegyedik kupagyőzelmét szerezve.

## A mérkőzés előzményei
Az AS Monaco a klub történetében 10. alkalommal jutott be a kupadöntőbe, az ezt megelőző alkalommal szintén a párizsiakkal mérkőztek meg a trófeáért 2010-ben.
A Paris Saint-Germain, amely az előző évi döntőben a 13. győzelmét szerezte a Saint-Étienne csapatát legyőzve, címvédőként készülhetett a döntőre.

## Út a döntőbe
| Paris Saint-Germain | Paris Saint-Germain | Forduló                            | Monaco                | Monaco             |
| ------------------- | ------------------- | ---------------------------------- | --------------------- | ------------------ |
| Ellenfél            | Végeredmény         | 2020–2021-es francia labdarúgókupa | Ellenfél              | Végeredmény        |
| Caen                | 1–0 (V)             | A legjobb 32 közé jutásért         | Grenoble              | 1–0 (V)            |
| Brest               | 3–0 (V)             | A legjobb 16 közé jutásért         | Nice                  | 2–0 (V)            |
| Lille               | 3–0 (H)             | Nyolcaddöntő                       | Metz                  | 0–0 (5–4 bün.) (H) |
| Angers              | 5–0 (H)             | Negyeddöntő                        | Lyon                  | 2–0 (V)            |
| Montpellier         | 2–2 (6–5 bün.) (V)  | Elődöntő                           | GFA Rumilly-Vallières | 5–1 (V)            |

Jelmagyarázat: H = hazai mérkőzés, V = idegenben játszott mérkőzés

## A mérkőzés
| 2021. május 19. 21:10 CEST |

| AS Monaco | 0–2               | Paris Saint-Germain   |
| --------- | ----------------- | --------------------- |
|           | (0–1) Jegyzőkönyv | Icardi 19' Mbappé 81' |

| Stade de France, Párizs Játékvezető: François Letexier |

| Monaco | Paris Saint-Germain |

| GK          | 1  | Radosław Majecki      |  |     |
| RB          | 29 | Djibril Sidibé        |  |     |
| CB          | 20 | Axel Disasi           |  | 74' |
| CB          | 3  | Guillermo Maripán     |  |     |
| LB          | 12 | Caio Henrique         |  |     |
| DM          | 8  | Aurélien Tchouaméni   |  |     |
| CM          | 17 | Alekszandr Golovin    |  |     |
| CM          | 22 | Youssouf Fofana       |  | 60' |
| RW          | 26 | Ruben Aguilar         |  | 46' |
| LW          | 31 | Kevin Volland         |  | 74' |
| CF          | 9  | Wissam Ben Yedder (c) |  | 60' |
| Cserék:     |    |                       |  |     |
| GK          | 30 | Vito Mannone          |  |     |
| DF          | 2  | Fodé Ballo-Touré      |  |     |
| DF          | 32 | Benoît Badiashile     |  | 74' |
| DF          | 34 | Chrislain Matsima     |  |     |
| MF          | 4  | Cesc Fàbregas         |  | 74' |
| MF          | 11 | Gelson Martins        |  | 60' |
| MF          | 36 | Eliot Matazo          |  |     |
| FW          | 10 | Stevan Jovetić        |  | 60' |
| FW          | 27 | Krépin Diatta         |  | 46' |
| Vezetőedző: |    |                       |  |     |
| Niko Kovač  |    |                       |  |     |

| GK                  | 1  | Keylor Navas        |     |     |
| RB                  | 24 | Alessandro Florenzi |     | 68' |
| CB                  | 5  | Marquinhos (c)      | 86' |     |
| CB                  | 4  | Thilo Kehrer        |     |     |
| LB                  | 22 | Abdou Diallo        |     |     |
| CM                  | 8  | Leandro Paredes     |     | 79' |
| CM                  | 15 | Danilo Pereira      |     |     |
| CM                  | 27 | Idrissa Gueye       |     |     |
| RW                  | 11 | Ángel Di María      |     | 90' |
| CF                  | 9  | Mauro Icardi        |     | 79' |
| LW                  | 7  | Kylian Mbappé       |     |     |
| Cserék:             |    |                     |     |     |
| GK                  | 16 | Sergio Rico         |     |     |
| DF                  | 25 | Mitchel Bakker      |     |     |
| DF                  | 31 | Colin Dagba         |     | 68' |
| DF                  | 32 | Timothée Pembélé    |     |     |
| MF                  | 12 | Rafinha             |     |     |
| MF                  | 19 | Pablo Sarabia       |     | 90' |
| MF                  | 21 | Ander Herrera       |     | 79' |
| MF                  | 23 | Julian Draxler      |     |     |
| FW                  | 18 | Moise Kean          |     | 79' |
| Vezetőedző:         |    |                     |     |     |
| Mauricio Pochettino |    |                     |     |     |

| Játékvezető-asszisztens: Mehdi Rahmouni Cyril Mugnier Negyedik játékvezető: Jérémy Stinat Videóbíró: Willy Delajod Videóbíró asszisztense: William Lavis | Szabályok - 90 perc játékidő - 30 operc hosszabbítás döntetlen esetén, majd ezt követően büntetőpárbaj - Kilenc nevezhető csere - Maximum öt, hosszabbítás esetén hat cserelehetőség |